# Стратулат Георгій Ніканорович
Георгій Ніканорович Стратулат (рум. Gheorghe Stratulat; нар. 13 грудня 1976, Теленешти, МРСР) — молдовський футболіст, півзахисник. Виступав за національну збірну Молдови.

## Ранні роки
До 1994 року Стратулат навчався в вищій спортивній школі Кишинева. З 1994 по 1999 рік навчався в Економічній Академії Молдови.

## Клубна кар'єра
У 1992 році підписав контракт з «Зімбру», за який провів один сезон в першому чемпіонаті Молдови. Разом з командою став переможцем чемпіонату та володарем національного кубку. Далі грав за «Сінтезу» й «МХМ-93». У 1996 році перейшов у «Ністру» (Атаки). У складі цієї команди двічі ставав фіналістом кубку Молдови. У 1999 році через агента Леоніда Істраті перейшов в український «Дніпро». Георгію доводилося протистояти Андрієві Шевченку, Сергієві Реброву та Касі Каладзе. У матчах проти київського «Динамо» та донецького «Шахтаря» був визнаний найкращим гравцем матчу. У 2000 році перейшов в «Аланію», за яку в вищому дивізіоні Росії дебютував 29 липня в домашньому матчі проти нижегородського «Локомотива», вийшовши на 77-й хвилині матчу на заміну Ігорю Тарловському. Разом з клубом виступав у єврокубках. На той час «Аланія» була однією з найсильніших футбольних команд Росії. У 2003 році разом з Сергієм Кірілловим перейшов в іранський клуб «Зоб Ахан». Разом з «Зоб Аханом» ставав володарем кубку Ірану та срібним призером місцевого чемпіонату. Виступав в азійській Лізі чемпіонів. На той час ця команда була не лише однією з найсильніших у власній країні, але й належала до грандів азійського футболу. В сезоні 2010/11 років Георгій грав у фіналі азійської Ліги чемпіонів. Завершив кар'єру в клубі «Шардарі» з Бендер-Аббаса.

## Кар'єра у збірній Молдови
З 1998 по 2001 роки виступав за національну збірну Молдови, провів 16 матчів, забив один м'яч. Дебютував у першій команді країни 6 червня 1998 року в товариському матчі проти Румунії, разом з Іваном Табановим, Юрієм Осипенком та Геннадієм Пушкою. Стратулата в цій грі на 56-ій хвилині замінив Сергій Білоус.
| Голи за збірну | Голи за збірну | Голи за збірну        | Голи за збірну | Голи за збірну | Голи за збірну | Голи за збірну    |
| #              | Дата           | Місце                 | Суперник       | Гол(и)         | Рахунок        | Змагання          |
| -------------- | -------------- | --------------------- | -------------- | -------------- | -------------- | ----------------- |
| 1              | 04/06/1999     | Леверкузен, Німеччина | Німеччина      | 76'            | 6 – 1          | кваліфікація Євро |

## Особисте життя
Одружений, виховує двох дітей.